# Tetяis: The Soviet Mind Game
Tengen phát hành một phiên bản Tetris cho NES, mang tên TETЯIS: The Soviet Mind Game sử dụng các ký tự theo phong cách lai Cyrillic. Sau khi phát hành, nó được gọi lại vì tính pháp lý, liên quan đến một phiên bản chính thức của Tetris trên cùng một hệ máy. Phiên bản này được đánh giá cao hơn, cho phép chơi hai người. Vì bị thu hồi, một số bản Tetris hơi khó tìm, mặc dù nó chỉ không phổ biến.

## Linh tinh
- Trong mỗi lần chơi, nếu một mảnh xếp gạch khác I đang trong quyền điều khiển của người chơi, người chơi có thể ngừng trò chơi và nhập mã Konami để lập tức chuyển nó thành khối gạch I màu đỏ.